# Iovskaja kraftverk
Iovskaja kraftverk (ryska: Иовская ГЭС) är ett ryskt vattenkraftverk i Koundaälven i Murmansk oblast, Ryssland.
Bygget startade 1958 och kraftverket invigdes 1960. Det ägs och drivs av det ryska energiföretaget TGK-1, ett dotterbolag till Kolskenergo (Kola energi).
Iovskaja kraftverk utnyttjar ett fall på 36 meter i älven. Det har två turbiner med en installerad effekt av totalt 96 MW. Under början av 2010-talet renoverades anläggningen och turbinerna.